# Łabędź krzykliwy
Łabędź krzykliwy (Cygnus cygnus) – gatunek dużego ptaka z podrodziny gęsi (Anserinae) w rodzinie kaczkowatych (Anatidae), zamieszkujący Palearktykę od Islandii po Kamczatkę. Zimuje w Europie oraz środkowej i wschodniej Azji. Przeloty w marcu – maju i wrześniu – listopadzie. W Polsce pierwsze gniazdowanie stwierdzono w 1973, obecnie gniazduje w ilości 120–200 par, szczególnie liczny jest na wybrzeżu Bałtyku zimą i podczas przelotów.

## Systematyka
Jest to gatunek monotypowy. Łabędź trąbiący (Cygnus buccinator), który niegdyś uznawany był za jego północnoamerykański podgatunek, obecnie jednoznacznie traktowany jest jako osobny gatunek.

## Morfologia
Długość ciała 140–165 cm, rozpiętość skrzydeł 205–243 cm; masa ciała samic 5600–13100 g, samców 7200–15500 g. Dorosłe ptaki jednolicie białe, dziób czarny z dużą, klinowatą żółtą plamą (większą niż u łabędzia czarnodziobego). Młode szare, plama na dziobie w kolorach bladożółtym i cielistym, szatę białą uzyskują w 3. roku życia. Jego okrzyki są charakterystyczne dla zimnych krajobrazów północy, zwłaszcza w czasie jesiennych przelotów. Dźwięki wydawane zarówno w locie, jak i na wodzie, przypominają klangor żurawi. Wtedy to ptaki lecą w regularnych formacjach. Prawie dorównuje wielkością łabędziowi niememu, choć nie ma tak okazałej sylwetki. W przeciwieństwie do łabędzia niemego, nie przyjmuje postawy grożącej z uniesionymi na kształt żagla skrzydłami, a pływając trzyma szyję prosto (łabędź niemy często wygina szyję w kształt S). Na wodzie ma wyprostowaną szyję i skrzydła położone na grzbiecie, a niemy szyję zgiętą w S i wzniesione skrzydła. Różnica polega też na tym, że szum jego skrzydeł podczas lotu jest cichszy.

## Ekologia i zachowanie

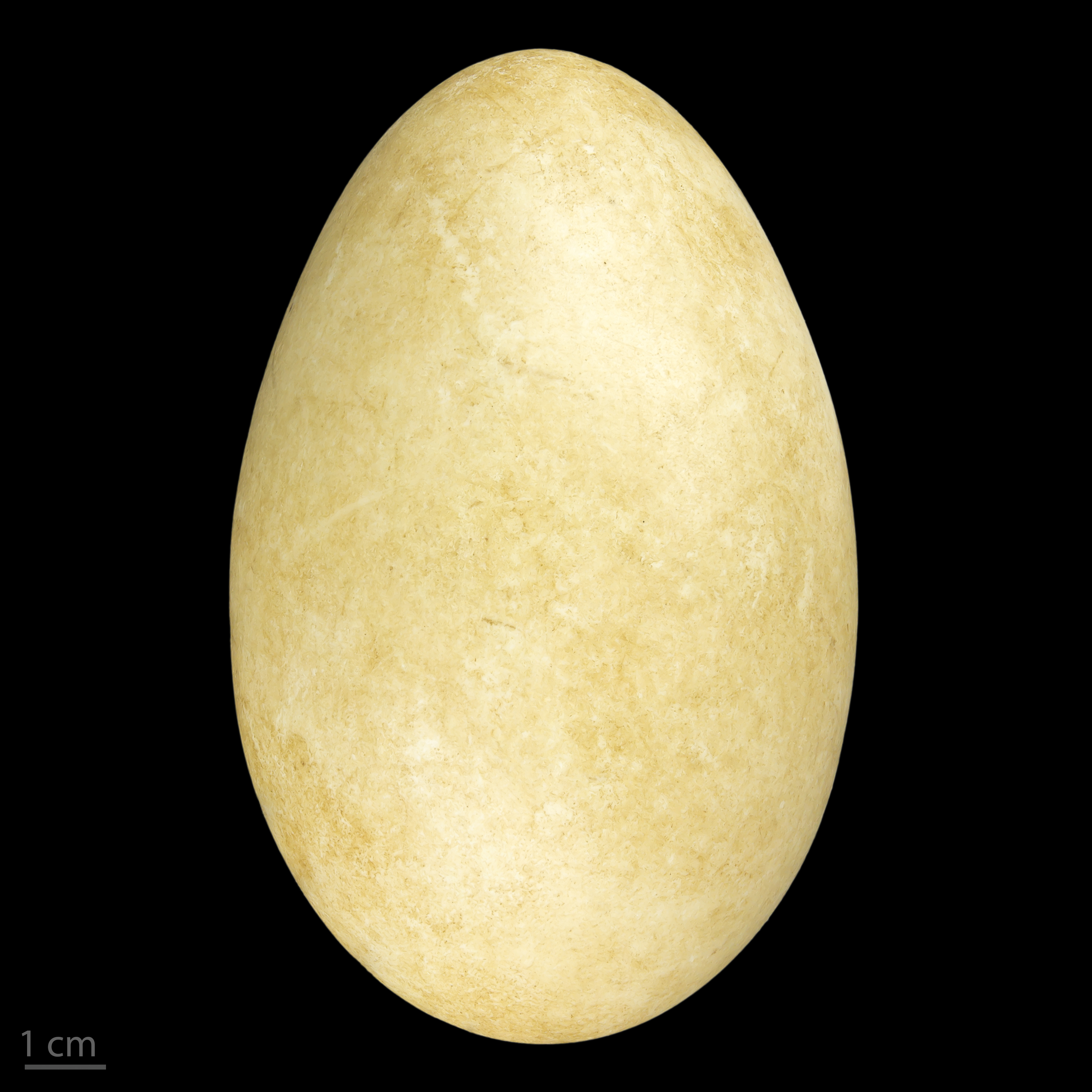
Jajo z kolekcji muzealnej

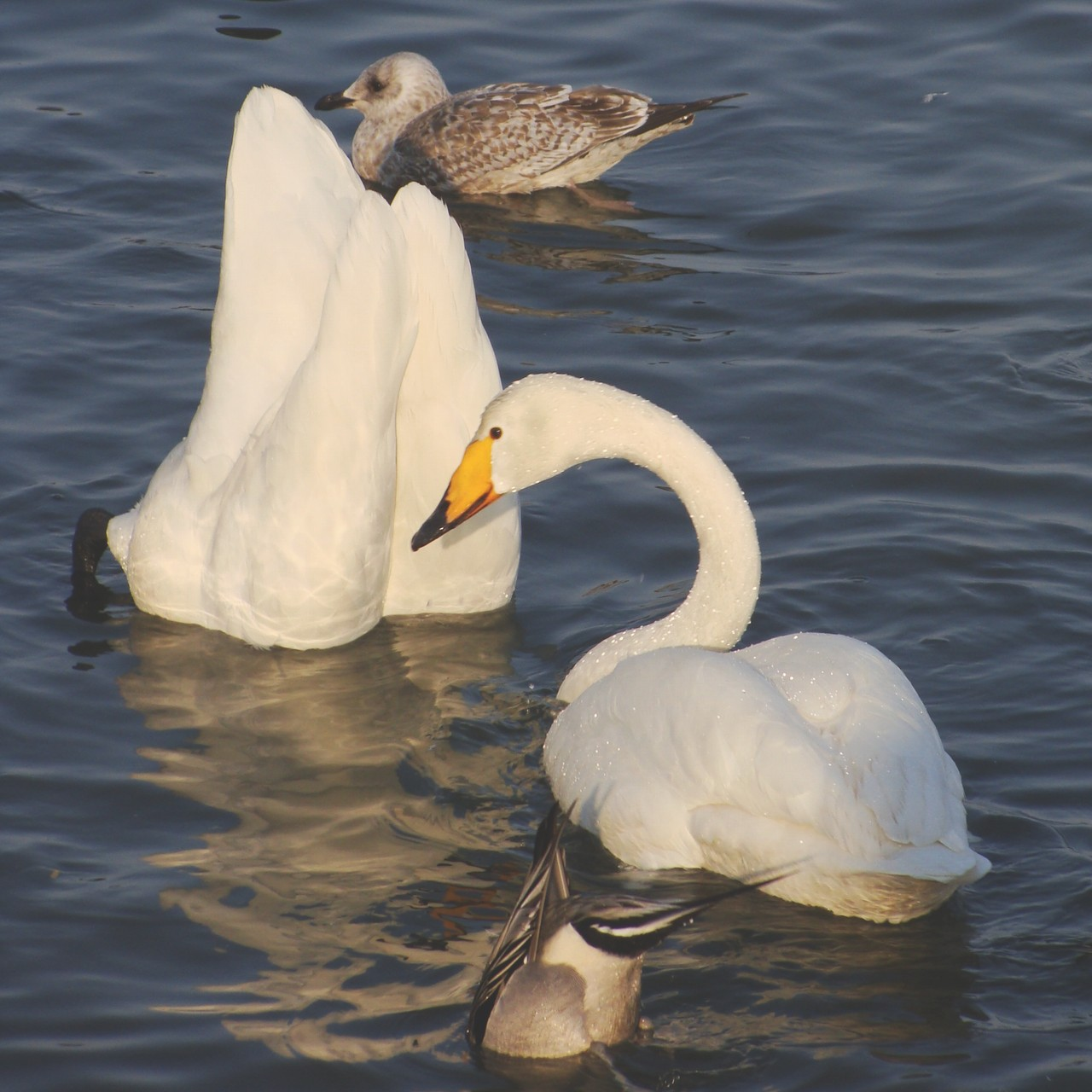
Łabędź krzykliwy w czasie żerowania

BiotopDuże jeziora z pasem trzcin, śródleśne jeziorka, moczary, stawy i morskie wybrzeża na arktycznej tundrze, gdzie przybywa już w lutym i marcu. W Polsce najczęściej gniazduje na stawach rybnych (np. w Dolinie Baryczy), rzadziej na starorzeczach. Zimuje na wybrzeżach morskich i w ujściach rzek, a pod koniec tego okresu dobiera się w pary, które pozostają sobie wierne.
GniazdoNa lądzie, rzadziej w płytkiej wodzie na brzegu w trzcinach lub na wyspie. Tworzy je sterta roślinnych materiałów.
JajaW ciągu roku wyprowadza jeden lęg, składając 3 do 7 białych jaj w kwietniu lub maju.
Wysiadywanie i dorastanieJaja wysiadywane są przez okres 35–40 dni tylko przez samicę. Samiec czuwa w pobliżu gniazda i w razie potrzeby broni go. Pisklęta wykluwają się w jednym czasie i są wyprowadzane na wodę zaraz po obeschnięciu. Młodymi zajmują się oboje rodzice. Rodzina trzyma się razem, pisklęta płyną sznurem za matką, czasem na jej grzbiecie. Samiec strzeże ich z tyłu. W przypadku zagrożenia reagują oboje rodzice – kąsają dziobem i uderzają skrzydłami. Młode dorastają powoli. Pierze porasta po 2 miesiącach. Żywią się roślinami, mięczakami i owadami.
PożywienieCzęści zielone roślin wodnych i ich nasiona. Pisklęta jedzą również drobne bezkręgowce.

## Status i ochrona
W Czerwonej księdze gatunków zagrożonych Międzynarodowej Unii Ochrony Przyrody nieprzerwanie od 1988 roku jest zaliczany do kategorii LC (najmniejszej troski). Liczebność światowej populacji, według szacunków organizacji Wetlands International z 2016 roku, przekracza 180 tysięcy osobników. Ogólny trend liczebności populacji nie jest znany.
W Polsce jest objęty ścisłą ochroną gatunkową. W latach 2013–2018 populację lęgową na terenie kraju szacowano na 120–200 par, zaś populację zimującą na 10–20 tysięcy osobników. Na Czerwonej liście ptaków Polski łabędź krzykliwy sklasyfikowany został jako gatunek bliski zagrożenia (NT).